# 2Xtreme
2Xtreme est un jeu vidéo de sport de glisse développé et édité par Sony Computer Entertainment en 1996 sur PlayStation. Il s'agit de la suite de ESPN Extreme Games et précède 3Xtreme.
Sponsorisé par ESPN, le jeu permet au joueur de choisir entre différents sports extrêmes (roller, vélo, snowboard et skateboard) pour faire la course avec d'autres concurrents à travers le monde.